# RBWZ S-21 Russkij Witiaź
Sikorski Russkij Witiaź (ros. Русский витязь, Rosyjski rycerz), znany wcześniej jako Bolszoj Bałtiskij (ros. Большой Балтийский, Wielki Bałtyk) w swojej pierwszej czterosilnikowej wersji, był pierwszym czterosilnikowym samolotem na świecie. Zaprojektowany przez Igora Sikorskiego i zbudowany w Rosyjskiej Bałtyckiej Fabryce Wagonów Kolejowych (Russo-Baltiiskij Wagonnyj Zawod, RBWZ) w Sankt Petersburgu na początku 1913 r.

## Rozwój
Sikorski wpadł na pomysł S-21 w 1911 r., kiedy żaden znany samolot nie był w stanie unieść więcej niż 600 kg. Rekord udźwigu należał do francuskiego pilota Ducisa, który przeleciał 800 m z ładunkiem 600 kg. Eksperci i media z całego świata, słysząc na początku wiosny 1913 r. o budowie Russkiego Witiazia, przewidywali kompletną porażkę. Jednak pierwsza próba w powietrzu, która miała miejsce 10 maja 1913 r., była udana. Przez cały czas wielu ludzi na świecie uważało to za plotkę medialną i nie uwierzyło w to. Obserwatorzy nie wierzyli, żeby samolot o takich gabarytach mógł oderwać się od ziemi. 

## Konstrukcja

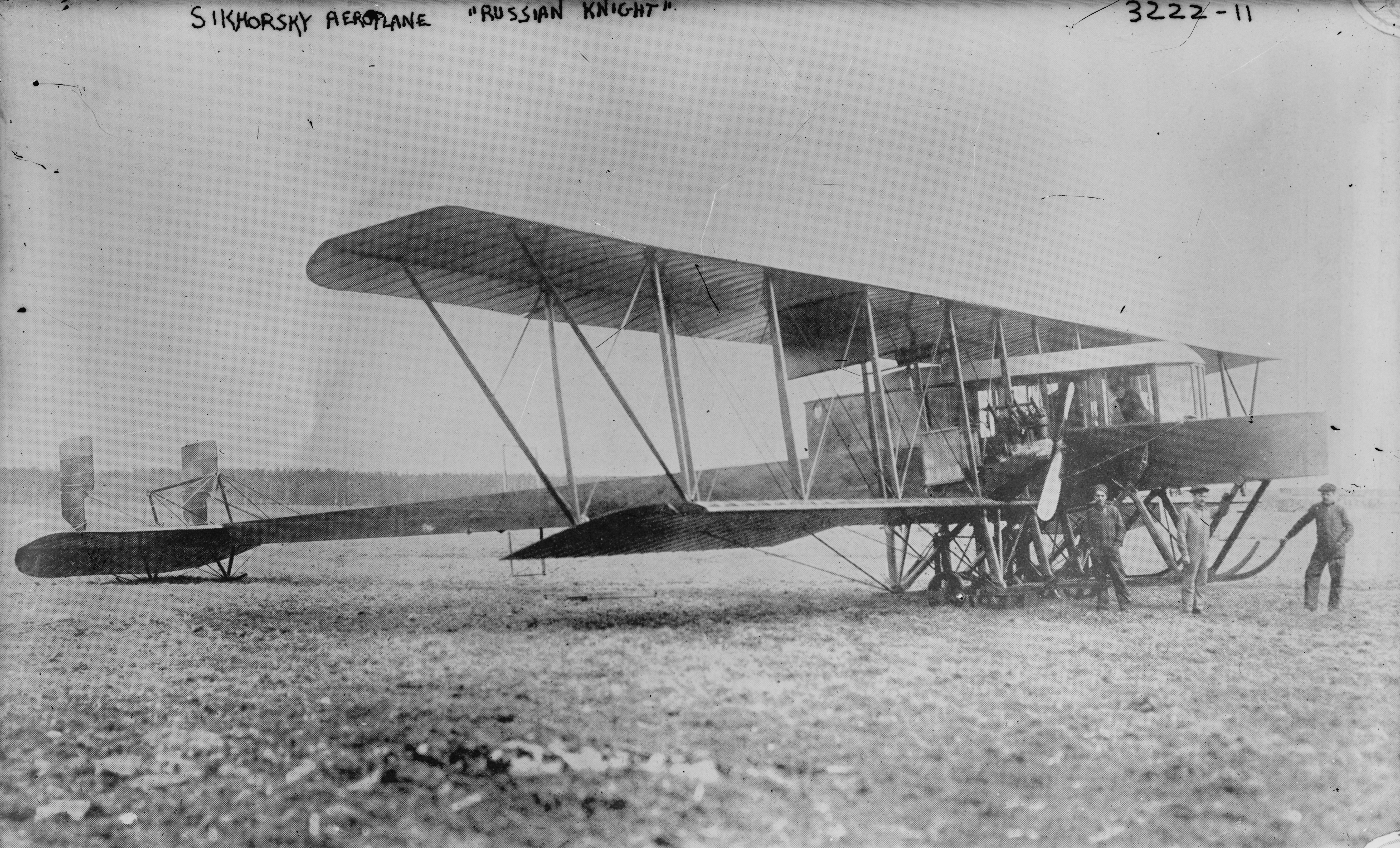
Pierwsza wersja, „Le Grand”, z dwoma silnikami

Russkij Witiaź był czterosilnikowym dwupłatem o nierównej rozpiętości skrzydeł. Skrzydła miały podwójne dźwigary, prostokątny obrys i cięciwę o długości 2,5 metra. Odległość między skrzydłami także wynosiła 2,5 m. Prostokątny kadłub pokryty arkuszami sklejki był jednocześnie dźwigarem. Samolot miał kabinę pilotów z kolumną sterową, dwie kabiny pasażerskie i magazyn na części zamienne. Przed kabiną pilotów znajdował się też otwarty pokład wyposażony w reflektor i karabin maszynowy. Lotki na górnych skrzydłach zapewniały stabilność. Pierwszą czterosilnikową wersję maszyny nazwano Bolszoj Bałtiskij. Była napędzana czterema silnikami zamontowanymi w parach (oryginalnie samolot był dwusilnikowy, znany jako „Le Grand”). S-21 napędzały dwa silniki zamontowane jak w Bolszoj Bałtijskim na krawędzi natarcia dolnego skrzydła (ale w przeciwieństwie do pierwowzoru były w układzie ciągnącym), a po ich wewnętrznej stronie - dwa oryginalne silniki ciągnące.

## Historia eksploatacji
Po pierwszych próbach w locie Russkiego Witiazia między 10 a 27 maja 1913 r. ustalono, że pasażerowie mogą nawet spacerować w kabinach, nie powodując problemów ze stabilnością. Samolot oderwał się od ziemi po siedmiusetmetrowym rozbiegu.
Aspiracje Sikorskiego wobec Russkiego Witiazia okazały się krótkotrwałe. 23 czerwca 1913 r. z lądującego jednomiejscowego Morane’a odpadł silnik i stojący na pasie S-21 został rozbity. Sikorski nie zdecydował się na naprawę poważnie uszkodzonego samolotu i zaczął pracować nad swoim kolejnym pomysłem: Ilią Muromiec.

## Dane techniczne
Dane z
Ogólna charakterystyka:
- Załoga: trzy osoby
- Liczba pasażerów: do siedmiu
- Długość: 20 m
- Rozpiętość górnych skrzydeł : 28 m
- Rozpiętość dolnych skrzydeł: 20 m
- Wysokość: 4 m
- Powierzchnia skrzydeł: 120 m2
- Masa własna: 2700 kg
- Masa z ładunkiem: 4000 kg
- Maksymalna masa startowa: 4940 kg
- Napęd: 4 czterocylindrowe, chłodzone wodą silniki ułożone w jednej linii, każdy o mocy 75 kW (100 KM)

Osiągi:
- Prędkość maksymalna: 90 km/h
- Zasięg: 170 km
- Pułap praktyczny: 600 m